# Xanthorhoe deflorata
Xanthorhoe deflorata là một loài bướm đêm trong họ Geometridae.